# Kungadömet Ahom

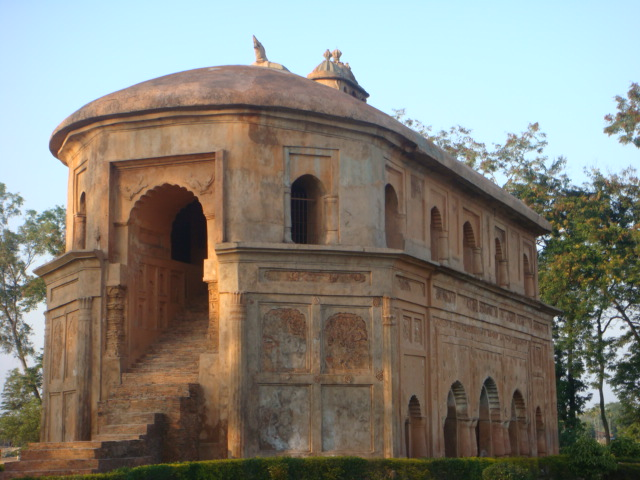
En paviljong i den gamla huvudstaden Charaideo.

Kungadömet Ahom (Mong Dun Shun Kham, Kungadömet Assam) var en stat i Brahmaputradalen i nuvarande Assam, Indien, som existerade ungefär 600 år mellan början av 1200-talet och kolonisationen i början av 1800-talet.
Kungadömet Ahom är eftervärldens namn på riket, efter den etniska grupp ahom. I själva verket var riket multietniskt, och gick under bland annat namnet Mong Dun Shun Kham och Assam.
Kungadömet Ahom var ett av få i regionen som stod emot Mogulrikets expansion. På 1500-talet införlivades kungadömet Chutiya efter ett krig. I början av 1800-talet invaderades Ahom av den burmesiska Konbaungdynastin, som strax därefter föll för den brittiska kolonialismen.